# Lucius Nonius Asprenas (Suffektkonsul 36 v. Chr.)
Lucius Nonius Asprenas war ein römischer Feldherr und Politiker des 1. Jahrhunderts v. Chr. Als Anhänger Caesars nahm er an den Bürgerkriegen teil und wurde 36 v. Chr. zum Suffektkonsul gewählt.

## Leben
Lucius Nonius Asprenas war möglicherweise der Sohn eines gleichnamigen Vaters, der 89 v. Chr. zum Stab des Gnaeus Pompeius Strabo vor Asculum gehörte. In diesem Fall stammte seine Familie wohl aus Picenum. Als Homo novus war er vor Ende 49 v. Chr. Proprätor in Gallien. Das Amt eines Prätors hatte er wohl spätestens 47 v. Chr. inne. An Caesars Krieg in Nordafrika gegen die Pompeianer nahm er im Rang eines Prokonsuls teil und blieb im Auftrag seines Oberfeldherrn Anfang April 46 v. Chr. mit zwei Legionen zum Schutz des Lagers bei Thapsus zurück. Als Caesar 45 v. Chr. auf der Iberischen Halbinsel kämpfte, nahm Asprenas als Reiterführer an diesem Feldzug ebenfalls teil. 44 v. Chr. wurde er Volkstribun.
Einige Jahre nach Caesars Ermordung erscheint Asprenas in einem Senatsbeschluss von 39 v. Chr. an dritter Stelle in der Liste der Senatszeugen sowie in einem weiteren Senatskonsult von 35 v. Chr. als Urkundszeuge. Wahrscheinlich wegen seiner Parteinahme für Octavian (den späteren Kaiser Augustus) wurde er 36 v. Chr. zum Suffektkonsul gewählt. Vor 31 v. Chr. wurde er wohl in das Priesterkollegium der Septemviri epulonum gewählt. Möglicherweise ist er identisch mit jenem gleichnamigen Freund des Augustus, der um 9 v. Chr. ein Gastmahl gab, bei dem 130 der Teilnehmer gestorben sein sollen. Gegen den Gastgeber wurde daraufhin ein berühmter Prozess wegen Giftmordes eröffnet, an dem Augustus persönlich teilnahm und der mit einem Freispruch des Angeklagten endete.